# I. Fliegerdivision
I. Fliegerdivision (em português: 1ª Divisão Aérea) foi uma das principais divisões aéreas da Luftwaffe durante a Segunda Guerra Mundial.

## Comandantes[1][2][3]
- Bandeira do comandante de uma divisão aéreaHugo Sperrle, 1 de Abril de 1934

Bandeira do comandante de uma divisão aérea

- Ulrich Grauert, 1 de Julho de 1938 – 24 de Outubro de 1939
- Martin Fiebig, 12 de Abril de 1942
- Alfred Schlemm, 1 de Julho de 1942
- Hermann Plocher, 1 de Outubro de 1942 – 31 de Outubro de 1942
- Alfred Bülowius, 1 de Novembro de 1942
- Otto Zech, 17 de Janeiro de 1943
- Paul Deichmann, 26 de Junho de 1943
- Robert Fuchs, 7 de Novembro de 1943